# Thyropoeus malagasus
Thyropoeus malagasus är en spindelart som först beskrevs av Embrik Strand 1908.  Thyropoeus malagasus ingår i släktet Thyropoeus och familjen Migidae.
Artens utbredningsområde är Madagaskar. Inga underarter finns listade i Catalogue of Life.